# Jacob Nöggerath

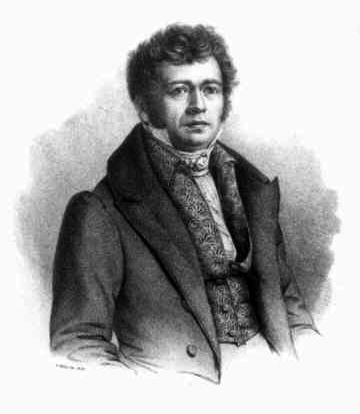
Jacob Nöggerath (Stich von Christian Hohe, 1835)

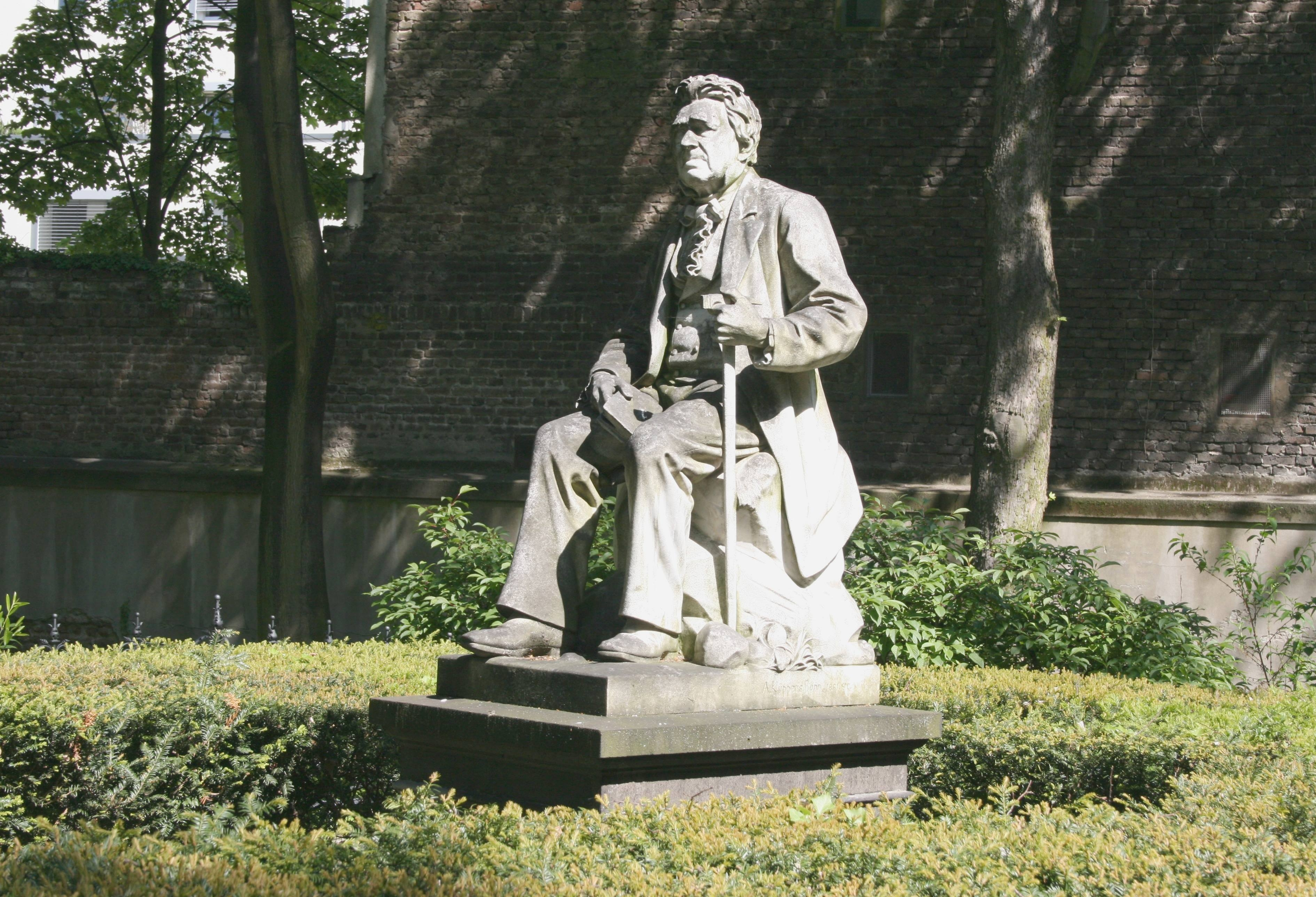
Nöggerath Sitzplastik, alter Friedhof Bonn

Johann Jacob Nöggerath (auch Jakob; auch Noeggerath; * 10. Oktober 1788 in Bonn; † 13. September 1877 ebenda) war ein deutscher Mineraloge und Geologe.

## Leben
Nöggerath war der Sohn des kurkölnischen Berg- und Hüttendirektors Karl Caspar Norbert Laurenz Maria Nöggerath (* 5. Mai 1765 in Arnsberg; † 19. April 1828 in Köln) und dessen Ehefrau Anna Maria Sybilla geborene Horst (*getauft 30. September 1762 in Köln; † 2. Juni 1840 ebenda).
Er verbrachte seine Schulzeit an der École centrale in Köln. Er bildete sich im Selbststudium fort und erhielt 1810 die Konzession für ein Alaun-Ton und Braunkohlen-Bergunternehmen bei Friesdorf. Er wurde zunächst Bergkommissar im französischen Dienst und legte am Ende der Franzosenzeit 1814 die bergmännische Prüfung beim preußischen Oberbergamt Arnsberg ab. 1815 war er Berg-Commissar in Aachen und 1816 Bergassessor am Oberbergamt Bonn.
Nöggerath war ab 1818 außerordentlicher Professor für Mineralogie an der Universität Bonn. Im November 1818 wurde er von der Universität Marburg zum Dr. phil promoviert und war dann von 1821 bis 1873 ordentlicher Professor für Geologie an der Universität Bonn. Ab 1824 schrieb er fast ein halbes Jahrhundert zahllose wissenschaftliche Artikel für die damals renommierte Kölnische Zeitung. Er pflegte da auch journalistisch sein Hobby: die Erforschung der Hexenprozesse des Mittelalters. 1826 war Nöggerath Rektor der Hochschule. Von 1851 bis 1874 war er Abgeordneter für den Stand der Städte im Wahlkreis Bonn, Münstereifel, Euskirchen, Zülpich, Rheinberg im Provinziallandtag der Rheinprovinz. Daneben war der Deputierter der Stadtgemeinde bei den Kreisständen.
Er verstarb am 13. September 1877 in Bonn. Sein Grab befindet sich auf dem Alten Friedhof.
Er heiratete am 4. November 1815 in Bonn Josephe Primavesi (getauft 6. Oktober 1786 in Bonn; † 28. Oktober 1829 ebenda) verwitwete Herter. Aus der Ehe überlebten zwei Söhne und zwei Töchter, darunter:
- Emil Oscar Jacob Bruno (1827–1895), Gynäkologe

Nach dem Tod seiner ersten Frau heiratete er am 12. April 1830 in Koblenz Amalia Anschütz (* 20. Januar 1801 in Koblenz: † 7. Januar 1878 in Bonn) verwitwete Winckler, hier überlebten drei Söhne und zwei Töchter.

## Ehrungen
1819 wurde Nöggerath mit dem akademischen Beinamen Knorrius I. Mitglied (Matrikel-Nr. 1129) der Leopoldina. 1843 ernannte ihn der Nassauische Verein für Naturkunde zum Ehrenmitglied. Er war Mitglied der Gesellschaft Deutscher Naturforscher und Ärzte und seit 1872 auswärtiges Mitglied der Bayerischen Akademie der Wissenschaften.
1842 wurde er mit dem Roten Adlerorden 3. Klasse mit Schleife und 1863 in der zweiten Klasse mit Eichenlaub ausgezeichnet. Daneben erhielt er den preußischen Kronenorden 2. Klasse mit Stern und den K.u.K. Orden der Eisernen Krone. Im Mai 1821 wurde er Bergrat, im Februar 1822 Oberbergrat und 1845 königlich preußischer Geheimer Bergrat. Bei seiner Entlassung 1867 erhielt er den Titel eines Berghauptmanns.
Nach seinem Tod wurde 1935 eine Straße in Bonn nach Nöggerath benannt. Auf dem Alten Friedhof in Bonn ist ein Sitzbild von Nöggerath (von Albert Küppers 1881) aufgestellt. Außerdem wurde auf der Südseite des Mondes der Krater Nöggerath nach ihm benannt, sowie die permo-karbonische Gondwana-Pflanze Noeggerathiopsis.

## Schriften
- Das Gebirge in Rheinland-Westphalen, nach mineralogischem und chemischem Bezuge. 4 Bände. 1822–1826 (Digitalisat)
- Die Entstehung der Erde. 1843
- Der Laacher See und seine vulkanischen Umgebungen. Lüderitz, Berlin 1870 (books.google.de)
- Zeugnis über den architektonisch-technischen Wert des vulkanischen Tuffsteines von Weibern. Bonn 1874 (Digitalisat)